# Episema
Episema is een geslacht van vlinders van de familie Uilen (Noctuidae), uit de onderfamilie Cuculliinae.

## Soorten
- E. affinis Rothschild, 1914
- E. amasina Hampson, 1906
- E. antherici Christoph, 1884
- E. brandbergensis Hacker, 2004
- E. didymogramma Boursin, 1955
- E. glaucina (Esper, 1789)
- E. gozmanyi L. Ronkay & Hacker, 1985
- E. grueneri Boisduval, 1837
- E. korsakovi (Christoph, 1885)
- E. kourion Nilsson, Svendsen & Fibiger, 1999
- E. lederi Christoph, 1885
- E. minuta Ebert & Boursin, 1976
- E. sareptana Alphéraky, 1897
- E. scoriacea Esper, 1786
- E. tersa (Denis & Schiffermüller, 1775)